# Cornwallis (Zuidelijke Shetlandeilanden)
Cornwallis of Michailov (Engels: Cornwallis Island, Michailoff's Island) is een van de Zuidelijke Shetlandeilanden. Het eiland is vernoemd naar de Britse admiraal William Cornwallis.
Bridgeman · Clarence · Cornwallis · Deception · Elephanteiland · Gibbs · Greenwich · Half Moon Island . King George · Livingston · Low · Nelson · Penguin · Robert · Rowett · Rugged · Smith · Snow